# Cesarò
Cesarò település Olaszországban, Szicília régióban, Messina megyében. Lakosainak száma 2165 fő (2023. január 1.). Cesarò Alcara Li Fusi, Bronte, Capizzi, Caronia, Longi, Maniace, Militello Rosmarino, San Fratello, San Teodoro és Troina községekkel határos.

## Népesség
A település lakossága az elmúlt években az alábbi módon változott:
| Lakosok száma | 2390 | 2379 | 2165 |
|               | 2017 | 2018 | 2023 |